# 全家鞋
全家鞋，又稱散喜鞋，是中式婚禮習俗之一，新娘在納徵後、出嫁前，須為男家全家所有人每人做一双新鞋，于婚礼时将鞋分送到各人手中，一则是向家人表示一下自己的手工，另则取鞋与“谐”、“贤”音近，以企过门后与家人和谐相处，贤智永睿。全家鞋是取“金家贤”之意。
为考验新娘女红，许多地方男方过礼时，会送上全家大小人等的鞋样，女方照鞋样做好，婚礼的时候用来“散喜鞋”。部分地区女方更要多做很多双鞋，也应付亲友邻里主动向新娘讨“喜鞋”的，以占喜气。過禮後，新娘就要亲自动手为男方家中有全家鞋之婚俗礼仪的地区多于婚宴结束时分喜饼的时侯，同时和喜饼一起赠给新娘为男方亲属所做之鞋。部分地区新娘并不于婚前为男方亲属做鞋，也不于婚礼时赠鞋，而是于回门期间，要为夫家每人做双鞋，所以称“回门鞋”，并分为“满堂”和“半堂”：夫家每人一双的，为“满堂鞋”，新娘娘家较穷，新娘只能替丈夫和公公各做一双鞋的，为“半堂鞋”。
现代由于男女平等、妇女解放，女子也外出工作，因此无暇亲手制作鞋子，所以即使在尚残留此婚俗礼仪的地区，女方也多非自制，而是直接购买新鞋赠给男方亲属。